# Station Mauzé
Station Mauzé is een spoorweghalte in de Franse gemeente Mauzé-sur-le-Mignon.